# Cyphophthalmus serbicus
Espèce
Synonymes
- Siro serbicus Hadži, 1973

Cyphophthalmus serbicus est une espèce d'opilions cyphophthalmes de la famille des Sironidae.

## Distribution
Cette espèce est endémique de Serbie. Elle se rencontre du Miroč à la Suva planina.

## Description
Le mâle mesure 1,5 mm et la femelle 1,6 mm.
Les mâles mesurent de 1,50 à 1,72 mm et les femelles de 1,62 à 1,82 mm.

## Systématique et taxinomie
Cette espèce a été décrite sous le protonyme Siro serbicus par Hadži en 1973. Elle est placée dans le genre Cyphophthalmus par Boyer, Karaman et Giribet en 2005.

## Étymologie
Son nom d'espèce lui a été donné en référence au lieu de sa découverte, la Serbie.

## Publication originale
- Hadži, 1973 : « Novi taksoni suhih juzim (Opilionoidea) v Jugosulaviji. » Razprave Slovenska Akademija Znanosti in Umetnosti (SAZU) IV, vol. 16, no 1, p. 1-120.